# Lê Thu
Lê Thu (english: /lɛ ðʊ/, français: /lé t’hou/) là một trong những nghệ sĩ guitar cổ điển nổi tiếng nhất hiện nay ở Việt Nam và có tiếng trên Thế giới, cũng là nữ nghệ sĩ guitar Việt Nam duy nhất hiện nay đã được các giải thưởng Quốc tế (tính đến năm 2021). Thu thường được nhắc đến vì là nghệ sĩ guitar xuất sắc nhất châu Á trong cuộc thi Quốc tế vào năm 2010 và vào năm 2013, nghệ sĩ được giải nhất Cuộc thi guitar quốc tế năm 2015. Thu còn được nhắc đến vì đã được chọn làm giám khảo cho một kì thi của Guitar Federation of America (Liên đoàn guitar Hoa Kỳ) và đại diện cho hãng Savarez ở Việt Nam. Thu đã biểu diễn độc tấu và hòa tấu guitar ở Việt Nam, lưu diễn ở Ấn Độ, Ý, Pháp, Anh, Áo, Đức, Tây Ban Nha, Bungari, Romanie, Thái Lan, Malaisia, Ấn Độ, Thổ Nhĩ Kỳ, Mỹ.

## Tiểu sử
- Lê Thu sinh ra trong gia đình có truyền thống nghệ thuật ở Hà Nội, là con gái duy nhất của ông Lê Hạnh - một họa sĩ và cũng là người chơi thành thạo guitar. Học đàn guitar từ năm lên 4 tuổi do chính người cha hướng dẫn, Lê Thu đã có buổi biểu diễn đầu tiên trước công chúng khi mới 5 tuổi. Hơn 7 tuổi, Thu đã thi đỗ vào Học viện Âm nhạc Quốc gia Việt Nam.[9] Ở đây, Thu đã được dẫn dắt bởi các thày giáo dạy guitar hàng đầu thời đó như Nguyễn Hải Thoại, Vũ Bảo Lâm, Nguyễn Như Dũng và Nguyễn Quốc Vương.[7][10] Sau 15 năm học tập tại Học viện, Thu đã tốt nghiệp loại xuất sắc vào năm 2001.[2][11][12] Ngoài ra, trong thời gian học Đại học, Thu còn tốt nghiệp khoa Tiếng Nhật trường Đại học Ngoại ngữ ở hệ đào tạo chính quy.[13]
- Sau khi ra trường, Thu giảng dạy tại Trung tâm Đào tạo của Học viện mà mình vừa tốt nghiệp, trong khoảng từ năm 2002 đến 2004. Trong thời gian này, Thu còn tham gia câu lạc bộ Nuevo Flamenco ở Hà Nội, đồng thời tranh thủ học ngoại ngữ (hiện Thu biết tiếng Anh, tiếng Nhật và tiếng Ý). Sau đó, Thu đi học tập và biểu diễn ở một số nước. Để nâng cao và phát triển tài năng của mình hơn nữa, Thu đã tham gia các lớp học thạc sĩ do các bậc thày nổi tiếng thế giới hướng dẫn như nghệ sĩ guitar Manuel Barrueco (Cuba), Nikita Koshkin (Nga), Hubert Kaeppel (Đức), Pavel Steidle (Séc), Thomas Offermann (Đức), Marcin Dylla (Ba Lan), Denis Azabagic (Bôsnia), Judicael Perroi (Pháp) và Gabriel Bianco (Pháp).[11]
- Từ năm 2004 đến năm 2009, Thu hoạt động ở Yamaha Music Foundation (Quỹ âm nhạc Yamaha) ở Hà Nội.[11] Năm 2009, Thu sang Ấn Độ biểu diễn và bắt đầu có tiếng trên Thế giới sau khi giành giải Nghệ sĩ guitar xuất sắc nhất châu Á trong Liên hoan guitar Kolkata ở đây.[14]
- Vào năm 2010, Lê Thu lấy chồng, do đó chuyển tới New Dehli.[15] Ở đây, Thu được  Bridge Music Academy (Học viện Âm nhạc Bridge) ở New Dehli, Ấn Độ mời giữ chức Trưởng khoa Guitar,[4] rồi gia đình chuyển tới định cư tại đây. Thu đảm nhiệm chức vụ này đến năm đến năm 2012.[16] Sau đó, Thu chuyển đến làm việc tại Institute of Music Dynamics (Học viện động học Âm nhạc) ở Gurgaon, New Delhi đến năm 2014. Sau đó, Thu chuyển sang Ả Rập Xê Út, đến năm 2016 thì chuyển tới Bahrain.
- Hiện nay, Thu định cư cùng chồng và hai con tại Bahrain.[3] Cả hai con gái của nghệ sĩ cũng tập guitar, còn chồng của Thu là người Ý, làm bếp trưởng cho các khách sạn lớn, nên rất hay phải di chuyển do đặc thù công việc: khoảng 2 đến 3 năm, gia đình lại chuyển đến vùng lãnh thổ khác.[1][4][12]
- Ngoài công tác giảng dạy và biểu diễn, nghệ sĩ có tổ chức "La Casa de guitarras" (Trung tâm dạy học guitar) cho các lứa tuổi, thuộc nhiều quốc tịch khác nhau để tập guitar và luyện thi Trinity, ABRSM. Các học sinh đến với Trung tâm này có cả nam và nữ, vì theo Thu thì loại đàn này không chỉ cho riêng nam giới có tay khỏe, mà cũng thích hợp với nữ giới, như dương cầm hay vĩ cầm.[5][7][14]  Sắp tới, Thu có kế hoạch sẽ tham gia một số cuộc thi Guitar quốc tế tại Đức, Hà Lan và Cộng Hòa Czech.[3] Sau đó lưu diễn dài ngày tại Mỹ.[12]
- Nghệ sĩ Lê Thu cũng cho biết: "... Việt Nam vẫn là nơi tôi hướng về những hoạt động biểu diễn, giảng dạy hoặc có thể mở trường nhạc trong tương lai”.[3][17]

## Các giải thưởng
- "Nghệ sĩ xuất sắc nhất" tại Cuộc thi Guitar quốc gia (Việt Nam) năm 2000.
- "Nghệ sĩ guitar xuất sắc nhất châu Á", Liên hoan Guitar Quốc tế Calcutta 2010.
- Giải ba, Cuộc thi Guitar Quốc tế Châu Á, Bangkok 2011.
- Giải ba, Liên hoan và Cuộc thi Guitar Quốc tế, Romania, 2011.
- Giải ba, cuộc thi guitar quốc tế Twens, Hà Lan, 2013.
- Giải nhất, Liên hoan "Gôn" Quốc tế Calcutta và Cuộc thi, Ấn Độ 2013.
- Cuộc thi Guitar quốc tế Brussels năm thứ hai, Bỉ 2014.
- Cuộc thi Guitar Quốc tế Jose Tomas lần thứ 3, Tây Ban Nha năm 2014.[13]
- Giải Nhất của cuộc thi guitar quốc tế Nilufer - Thổ Nhĩ Kỳ, 2015.

## Các album
Lê Thu cũng đã phát hành các album:
- Năm 2001 ghi âm đĩa CD đầu tiên Vietnamese Young Guitar Talents (Tài năng trẻ Việt Nam)
- Từ năm 2002 - 2003 thực hiện 2 CD Vietnamese Songs arranged for Classical Guitar (Guitar sổ điển)
- 2011 phát hành đĩa CD solo Classical Guitar Recital (Recital guitar cổ điển)
- Năm 2014 phát hành CD Back in Time (Trở lại thời xa)